# Chocolat noir
 (juin 2022).
Pour un article plus général, voir Chocolat.

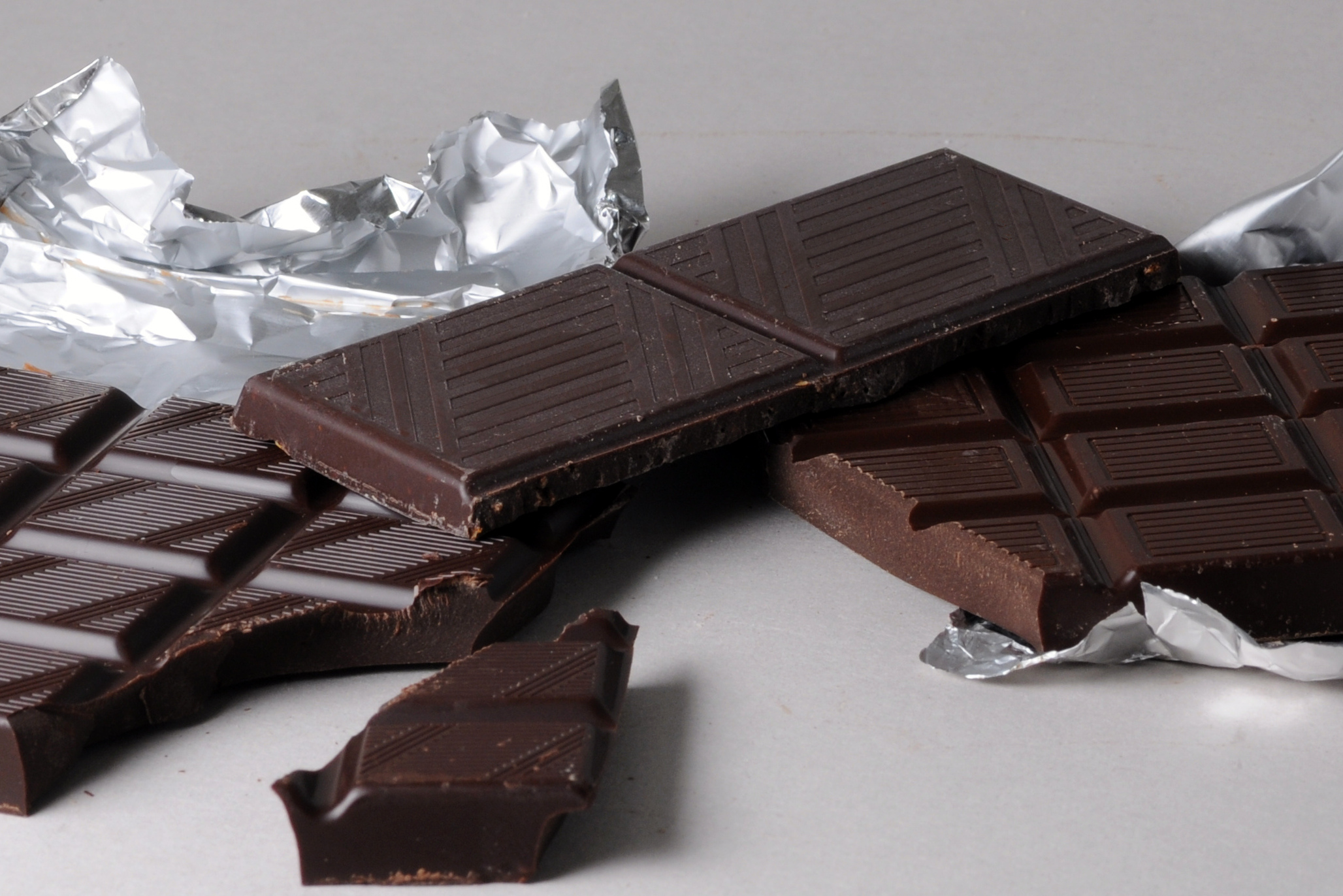
Chocolat noir.

Le chocolat noir est un chocolat qui contient entre 43 % et 99 % de cacao et de beurre de cacao, sans ajout de lait, le reste étant constitué principalement de sucre.

## Qualités
La qualité du chocolat noir dépend des ingrédients utilisés, et de son pourcentage en cacao.
En France, le chocolat noir représente 30 % du chocolat consommé alors qu'il n'est que de 5 % dans le reste du monde.

### Qualité du cacao
En France, l'Institut national de l'origine et de la qualité classifie les chocolats de qualité de la manière suivante :
- les chocolats d'origine doivent être produits à partir de cacao provenant d'un seul pays ;
- les chocolats de crus sont issus de cacao d'une région géographique identifiée voire d'une plantation unique ;
- les chocolats grands crus caractérisent les chocolats dont le cacao a un caractère particulier identifiable de façon unique ce qui justifie un prix élevé.

Il existe trois grandes variétés de cacao cultivées : Criollo, Forastero et Trinitario.    

### Associations
Le chocolat est parfois mélangé avec des épices (cannelle, cumin, gingembre, anis, cardamome, poivre …).

## Composition
Le chocolat noir contient peu de cholesterol et très peu de sodium. C'est une bonne source de magnésium et, si la teneur en cacao est suffisante, en fer et en cuivre. Il apporte beaucoup d'acides gras saturés ainsi que des acides gras trans. Les valeurs nutritionnelles varient selon le taux de cacao contenu dans le chocolat :
|               | Chocolat noir doux (45 - 59 %) | Chocolat noir amer (70 - 85 %) |
| Calories      | 543 kcal                       | 599 kcal                       |
| Glucides      | 62 g (dont 7 g de fibres)      | 46 g (dont 11 g de fibres)     |
| Protéines     | 4,9 g                          | 8,8 g                          |
| Lipides       | 31 g (dont 19 g saturé)        | 43 g (dont 24 g saturé)        |
| Cholestérol   | 8 mg                           | 2 mg                           |
| Sels minéraux |                                |                                |
| Fer           | 8 mg                           | 12 mg                          |
| Potassium     | 559 mg                         | 715 mg                         |
| Magnésium     | 146 mg                         | 228 mg                         |
| Calcium       | 56 mg                          | 73 mg                          |
| Sodium        | 24 mg                          | 20 mg                          |
| Manganèse     | 1,4 mg                         | 1,9 mg                         |
| Cuivre        | 1,0 mg                         | 1,8 mg                         |

## Réglementation
Réglementairement, le chocolat noir doit contenir au moins 35 % de cacao. Il n'y a pas de limite supérieure à la concentration de cacao.[Où ?] Le chocolat de ménage peut contenir moins de cacao : selon la législation suisse 30 % au minimum.
Le 21 juin 2000 a été votée la directive européenne 2000/36/CE relative aux produits de cacao et de chocolat destinés à l'alimentation humaine. Elle a été plus tard retranscrite dans le droit français puis appliquée en France à partir du 3 août 2003.
Cette directive autorise l'adjonction de six matières grasses végétales (autres que le beurre de cacao) dans la limite de 5 % du poids total du chocolat :
- beurre d'illipé ;
- huile de palme ;
- sal ;
- karité ;
- kogum gurgi (en) ;
- noyau de mangue.

La mention « contient des matières grasses végétales en plus du beurre de cacao » doit alors figurer sur l'emballage. Sans ces ajouts, les mentions « chocolat pur beurre de cacao » ou « chocolat traditionnel » sont autorisées.
Il est possible d'ajouter de la lécithine de soja, mais ce n'est plus nécessaire avec les méthodes de fabrication modernes.
L'ajout de fruits secs ou d'autres ingrédients est limité à 40 % du produit fini.